# Onlinespiel
Onlinespiele (häufig auch bekannt als Internetspiele) sind Computerspiele, die online über ein Wide Area Network, heutzutage vornehmlich das Internet gespielt werden.

## Geschichte
Als wahrscheinlichster Kandidat für das erste Online-Spiel gilt eine 1969 innerhalb des PLATO-Netzwerks mit zwei Spielern spielbare Version von Spacewar!.
In den 1970er und 1980er Jahren entstanden weitere Onlinespiele, vor allem Text-Adventures, MUDs und Online-Versionen bekannter Brettspiele wie Schach, Go oder Dame. Die frühen Spiele liefen entweder noch über das PLATO-Netzwerk oder über Mailboxen oder Peer-to-Peer-Verbindungen. Mit der zivilen Öffnung des Arpa-Netzwerks ab 1984 und dem damit einhergehenden Übergang zum Internet wurden Online-Spiele immer verbreiteter. Ab 1984 wurden innerhalb des Compuserve-Netzwerks die Textadventures Adventure und Zork angeboten.
Mit der Kommerzialisierung des Internets ab den frühen 1990er Jahren erreichten Online-Spiele zunehmend Privathaushalte und wurden ein fester Bestandteil der Computerspiel-Kultur.
Mit Ultima Online etablierte sich 1997 erstmals ein grafisches MMORPG, bei dem mehrere tausend Spieler gleichzeitig online sein können.
Wegen der in Deutschland bis Ende der 1990er Jahre üblichen zeitabhängigen Abrechnungsmodelle für Telefon- und Internetverbindungen setzten sich Online-Spiele hierzulande kommerziell erst mit der Einführung von Pauschaltarifen ab den frühen 2000er Jahren durch.
Inzwischen gibt es Spiele, in denen zehntausende von Spielern – meist über mehrere Server oder Cluster verteilt – interagieren.

## Überblick
Onlinespiele lassen sich technisch in zwei Kategorien unterteilen: Zum einen gibt es Browser-basierte Onlinespiele (Browserspiele, Social Network Games), Single- oder Multiplayer, die entweder auf reinem HTML-Code basieren oder zusätzliche Browser-Plug-Ins (z. B. Flash oder Java) benötigen.
Zum anderen gibt es Client-basierte Multiplayer-Onlinespiele. Diese setzen die Installation einer Client-Software voraus.
Die Client-Software verbindet sich dann entweder mit anderen Clients – diese Peer-to-Peer-Architektur ist besonders bei Strategie- und Actionspielen für kleine Spielerzahlen verbreitet – oder sie stellt eine Verbindung zu einem Spielserver her. So funktionieren die meisten Online-Ego-Shooter und sämtliche Massively Multiplayer Online Games.
Es sind zahlreiche weitere Unterteilungen möglich, z. B. nach Kosten und Genre. Inzwischen verfügen viele Spiele aller Arten über – teils optionale – Online-Elemente.

## Technik
Onlinespiele verwenden auf Serverseite häufig eine Datenbank, um die Spielinformationen zu speichern und so Persistenz zu gewährleisten. Die vom Client zum Server übertragenen Daten sind meist verschlüsselt, und es wird in den Nutzervereinbarungen verboten sie zu dekodieren, um das Spiel vor Hacks zu schützen.
Sehr viele Benutzer gleichzeitig mit einem Server zu verbinden stellt immer noch eine technische Herausforderung dar. Daher werden in MMOs normalerweise die Spieler auf mehrere Server verteilt. Der Übergang zwischen den einzelnen Servern ist teils möglich, teils nicht.

## Kritik
Die Organisation Women in Games Argentina stellte in einem Feldversuch fest, dass männliche Profi-Spieler, die ihre Stimmen elektronisch so verzerrten, dass sie wie Frauen klangen, vermehrt Beleidigungen ausgesetzt waren und weniger Teamplay erlebten. Da die vermeintlichen Frauen allein gelassen wurden, sank ihre Leistung stark ab, obwohl sie sehr gute Spieler waren.